# Cristina da Dinamarca, Rainha da Noruega
Cristina da Dinamarca (em dinamarquês:  Christine Knutsdatter, em norueguês:  Kristin Knutsdotter; ca. 1118–1139) foi uma princesa dinamarquesa e Rainha consorte da Noruega, mulher do rei Magno IV, o Cego da Noruega.

## Biografia
Cristina era filha de Canuto Lavard e de Ingeborga de Quieve. O seu casamento com Magno foi combinado pela sua tia materna, Malmfredo de Quieve, que fora rainha da Noruega e madrasta de Magno e, na altura, era casada com o tio paterno de Cristina Érico. Cristina ficou noiva em 1131, e o casamento ocorreu em 1132/33.
Magno IV da Noruega apoiou a luta de Canuto (seu sogro) e de Érico contra o rei Nicolau I da Dinamarca. Em 1133, Erico e Malmfrid fugiram da Dinamarca para a Noruega pedindo proteção a Magno. Quando a rainha Cristina descobriu que Magno planeava traí-los, avisou-os e Erico e Malmfrid aliaram-se com o rival de Magno, Haroldo IV da Noruega.
O rei Magno acabou por se separar da rainha Cristina, não tendo havido descendência do casamento.